# スコット・アッチソン
スコット・バーハム・アッチソン（Scott Barham Atchison, 1976年3月29日 - ）は、アメリカ合衆国テキサス州デントン郡デントン出身の元プロ野球選手（投手）、野球指導者。右投右打。

## 経歴

### プロ入り前
高校時代の1994年のMLBドラフト36巡目（全体1001位）でシアトル・マリナーズから指名されるが、契約せずにテキサスクリスチャン大学へ進学した。

### プロ入りとマリナーズ時代
1998年のMLBドラフト49巡目（全体1423位）で再びマリナーズから指名され、プロ入り。
2004年7月31日のアナハイム・エンゼルス戦でメジャーデビュー。

### ジャイアンツ時代
2006年オフにサンフランシスコ・ジャイアンツへ移籍した。メジャー時代はすべてリリーフ登板で、2007年は7月にメジャーに昇格し、22試合に登板した。

### 阪神時代
2007年オフにマイナー行きの通告を拒否してFAとなる。その後ボストン・レッドソックスとマイナー契約を結ぶが、その直後に、セス・グライシンガーの獲得に失敗していた阪神タイガースがその代役として獲得に動き、レッドソックスから契約を譲渡される形で阪神に入団した。球速は150 km/hに満たないものの制球力で勝負するタイプという触れ込みで、マリナーズ時代に同僚だった城島健司からも評価されていた。
移籍初年度の2008年シーズン序盤は先発の柱と期待され、開幕から登板3試合連続勝利を果たした。これはトレイ・ムーアと並び球団の助っ人開幕連続試合勝利のタイ記録であった。しかし、6月14日の千葉ロッテマリーンズ戦（千葉マリンスタジアム）での先発登板では、2本塁打を含む8安打を浴びる8失点の乱調で3回を投げきらせてもらえぬケースがあったなど、シーズンの中盤になると、当時監督の岡田彰布評で「先発をさせても80 - 90球になるとガタッと球威が落ちる」など調子を崩し二軍落ち。夏の段階でも二軍でボークを連発するなど苦しんでいた。8月に入ってからはリリーフに転向し、約1ヶ月半無失点を続けた。
2009年は他の中継ぎ陣の調子が上がらない中、藤川球児と勝利の方程式を組み、両リーグ最多の75試合に登板。ジェフ・ウィリアムスが持つ外国人投手のシーズン最多登板記録に並んだ。防御率1.70および30ホールドの成績を収め、被打率は対左打者・右打者ともに1割台だった。勝ち試合の7回・8回の2イニングを投げることも多く、中継ぎながら90イニングを投げた。7月14日からシーズン終了まで藤川と揃って登板した試合は22連勝と、全く負けを許さない方程式を築いた。シーズン終了後、クレイグ・ブラゼルとともに球団から契約更新を打診されたが、自身のメジャー志向と、家族が日本での生活に馴染めなかったことなどの理由で退団を希望。残留を望み、粘り強く説得に当たった球団もアッチソンの意思を尊重し、11月6日、正式に退団が発表されて自由契約となった。

### レッドソックス時代

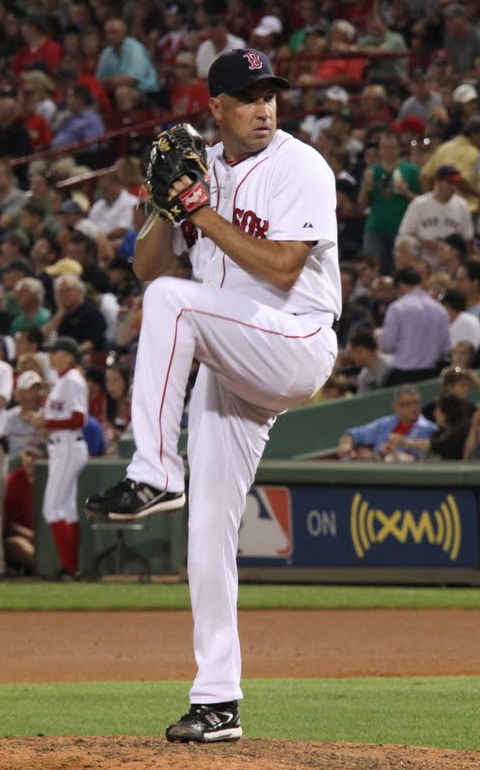
ボストン・レッドソックス時代
（2010年7月15日）

2009年12月8日、レッドソックスとメジャー契約を結んだ。2010年は3年ぶりの米球界復帰となった。
2012年は42試合登板で防御率1.58と活躍したが、右肘の故障と36歳の年齢がネックとなり、同年限りで退団。

### メッツ時代

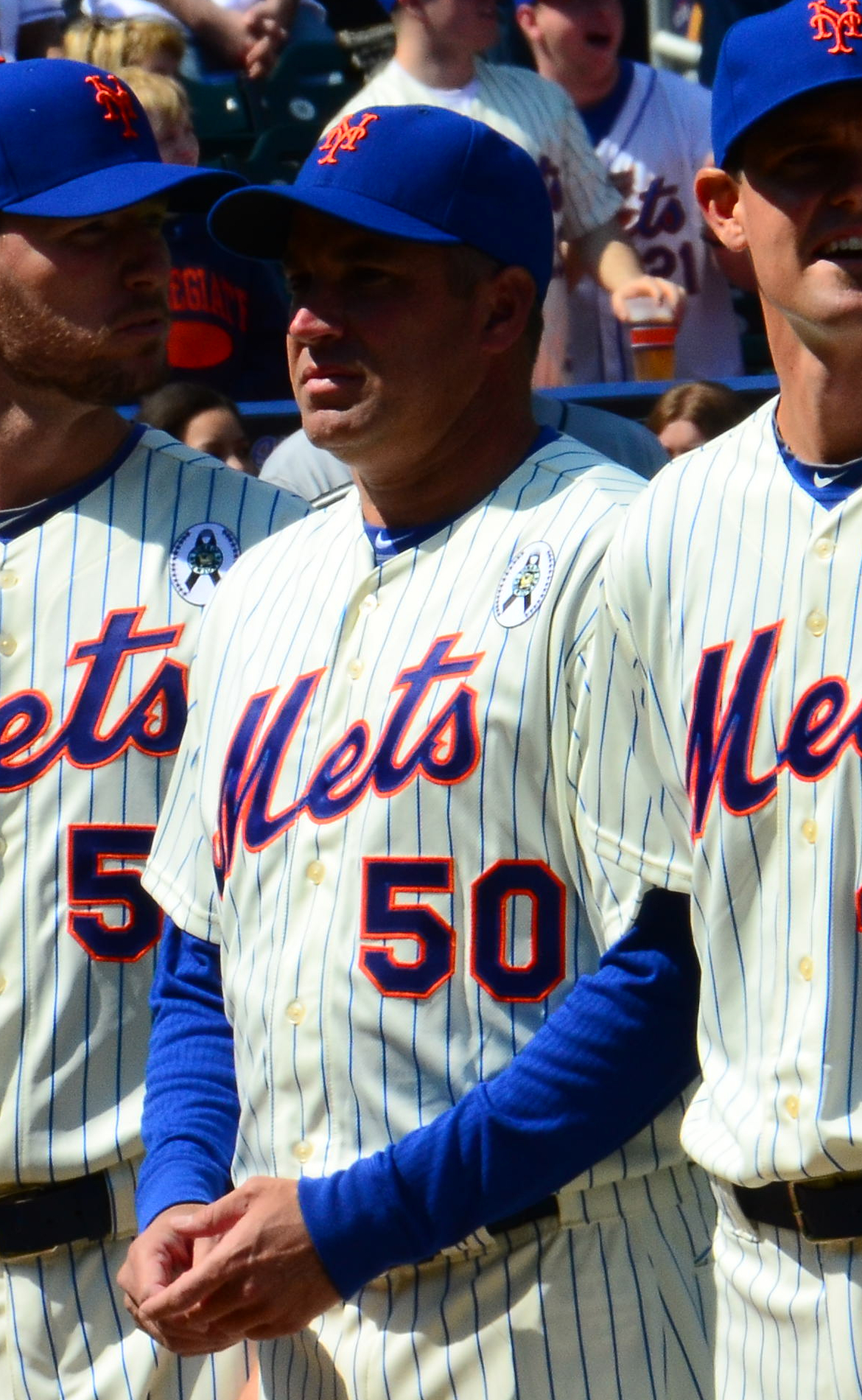
ニューヨーク・メッツ時代
（2013年4月1日）

2013年1月29日にニューヨーク・メッツとマイナー契約を結んだ。4月初めから中継ぎとしてメジャーで登板。オフの12月2日にFAとなった。

### インディアンス時代
2014年1月6日にクリーブランド・インディアンスとマイナー契約を結んだ。3月30日にインディアンスとメジャー契約を結んだ。

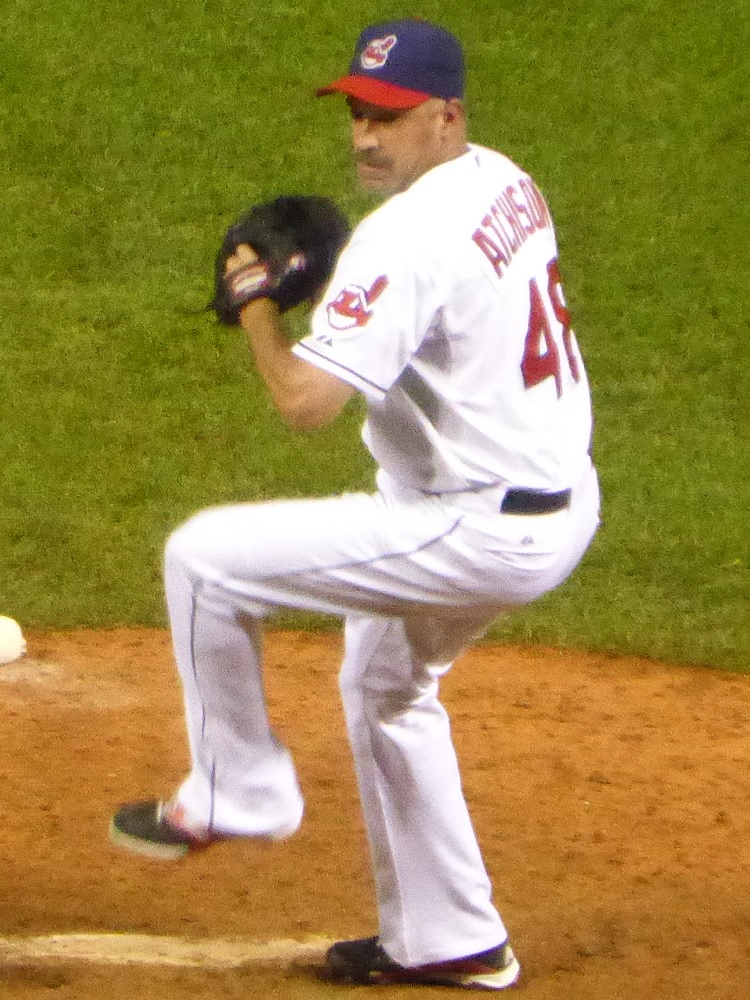
クリーブランド・インディアンス時代
（2014年9月4日）

6勝をあげ70試合に登板した。シーズン途中には、抑え候補にもなった。
2015年6月23日にDFAとなり、28日に自由契約となる。

### ツインズ傘下時代
2015年7月2日にミネソタ・ツインズとマイナー契約を結ぶが、15日に自由契約となる。

### 引退後
2016年1月14日、現役引退を発表。同時に、インディアンスのスカウト兼投手コーチ補佐に就任することも発表された。
2018年からはインディアンスのブルペンコーチとなり、2019年まで同職を務めた。

## 詳細情報

### 年度別投手成績
| 年 度    | 球 団    | 登 板 | 先 発 | 完 投 | 完 封 | 無 四 球 | 勝 利 | 敗 戦 | セ 丨 ブ | ホ 丨 ル ド | 勝 率 | 打 者 | 投 球 回 | 被 安 打 | 被 本 塁 打 | 与 四 球 | 敬 遠 | 与 死 球 | 奪 三 振 | 暴 投 | ボ 丨 ク | 失 点 | 自 責 点 | 防 御 率 | W H I P |
| -------- | -------- | ----- | ----- | ----- | ----- | -------- | ----- | ----- | -------- | ----------- | ----- | ----- | -------- | -------- | ----------- | -------- | ----- | -------- | -------- | ----- | -------- | ----- | -------- | -------- | ------- |
| 2004     | SEA      | 25    | 0     | 0     | 0     | 0        | 2     | 3     | 0        | 2           | .400  | 133   | 30.2     | 29       | 4           | 14       | 2     | 0        | 36       | 2     | 0        | 12    | 12       | 3.52     | 1.40    |
| 2005     | SEA      | 6     | 0     | 0     | 0     | 0        | 0     | 0     | 0        | 0           | ----  | 27    | 6.2      | 7        | 1           | 1        | 0     | 0        | 9        | 0     | 0        | 5     | 5        | 6.75     | 1.20    |
| 2007     | SF       | 22    | 0     | 0     | 0     | 0        | 0     | 0     | 0        | 5           | ----  | 131   | 30.2     | 32       | 5           | 10       | 0     | 1        | 25       | 2     | 0        | 14    | 14       | 4.11     | 1.37    |
| 2008     | 阪神     | 42    | 12    | 0     | 0     | 0        | 7     | 6     | 0        | 18          | .538  | 436   | 104.2    | 104      | 9           | 26       | 1     | 2        | 85       | 1     | 3        | 50    | 43       | 3.70     | 1.24    |
| 2009     | 阪神     | 75    | 0     | 0     | 0     | 0        | 5     | 3     | 0        | 30          | .625  | 338   | 90.0     | 60       | 3           | 20       | 1     | 1        | 81       | 0     | 1        | 20    | 17       | 1.70     | 0.89    |
| 2010     | BOS      | 43    | 1     | 0     | 0     | 0        | 2     | 3     | 0        | 7           | .400  | 253   | 60.0     | 58       | 9           | 19       | 2     | 1        | 41       | 4     | 0        | 37    | 30       | 4.50     | 1.28    |
| 2011     | BOS      | 17    | 0     | 0     | 0     | 0        | 1     | 0     | 1        | 0           | 1.000 | 122   | 30.1     | 31       | 0           | 6        | 0     | 2        | 17       | 2     | 0        | 11    | 11       | 3.26     | 1.22    |
| 2012     | BOS      | 42    | 0     | 0     | 0     | 0        | 2     | 1     | 0        | 5           | .667  | 200   | 51.1     | 42       | 2           | 9        | 3     | 0        | 36       | 2     | 0        | 10    | 9        | 1.58     | 0.99    |
| 2013     | NYM      | 50    | 0     | 0     | 0     | 0        | 3     | 3     | 0        | 10          | .500  | 194   | 45.1     | 45       | 4           | 12       | 0     | 0        | 28       | 5     | 0        | 27    | 22       | 4.37     | 1.26    |
| 2014     | CLE      | 70    | 0     | 0     | 0     | 0        | 6     | 0     | 2        | 14          | 1.000 | 280   | 72.1     | 60       | 4           | 14       | 4     | 0        | 49       | 1     | 0        | 24    | 22       | 2.75     | 1.03    |
| 2015     | CLE      | 23    | 0     | 0     | 0     | 0        | 1     | 1     | 0        | 3           | .500  | 87    | 19.2     | 23       | 6           | 4        | 0     | 1        | 12       | 3     | 0        | 15    | 15       | 6.86     | 1.37    |
| MLB：9年 | MLB：9年 | 298   | 1     | 0     | 0     | 0        | 17    | 11    | 3        | 46          | .607  | 1427  | 346.2    | 327      | 35          | 89       | 11    | 5        | 253      | 21    | 0        | 155   | 140      | 3.63     | 1.20    |
| NPB：2年 | NPB：2年 | 117   | 12    | 0     | 0     | 0        | 12    | 9     | 0        | 48          | .571  | 774   | 194.2    | 164      | 12          | 46       | 2     | 3        | 166      | 1     | 4        | 70    | 60       | 2.77     | 1.08    |

- 各年度の太字はリーグ最高

### 年度別守備成績
| 年 度 | 球 団 | 投手（P） | 投手（P） | 投手（P） | 投手（P） | 投手（P） | 投手（P） |
| 年 度 | 球 団 | 試 合     | 刺 殺     | 補 殺     | 失 策     | 併 殺     | 守 備 率  |
| ----- | ----- | --------- | --------- | --------- | --------- | --------- | --------- |
| 2004  | SEA   | 25        | 2         | 6         | 0         | 1         | 1.000     |
| 2005  | SEA   | 6         | 1         | 0         | 0         | 0         | 1.000     |
| 2007  | SF    | 22        | 2         | 6         | 0         | 1         | 1.000     |
| 2010  | BOS   | 43        | 7         | 6         | 0         | 1         | 1.000     |
| 2011  | BOS   | 17        | 2         | 3         | 1         | 0         | .833      |
| 2012  | BOS   | 42        | 8         | 10        | 0         | 0         | 1.000     |
| 2013  | NYM   | 50        | 5         | 13        | 1         | 0         | .947      |
| 2014  | CLE   | 70        | 5         | 13        | 1         | 1         | .947      |
| 2015  | CLE   | 23        | 1         | 2         | 0         | 0         | 1.000     |
| MLB   | MLB   | 298       | 33        | 59        | 3         | 4         | .968      |

### 記録
NPB投手記録
- 初登板・初先発・初勝利：2008年4月1日、対広島東洋カープ3回戦（広島市民球場）、6回6安打2失点
- 初奪三振：同上、1回裏に天谷宗一郎から見逃し三振
- 初ホールド：2008年8月20日、対広島東洋カープ16回戦（広島市民球場）、7回裏に2番手で救援登板、2回無失点

NPB打撃記録
- 初安打：2008年4月29日、対東京ヤクルトスワローズ4回戦（阪神甲子園球場）、2回裏に石川雅規から中前安打
- 初打点：2008年5月6日、対読売ジャイアンツ7回戦（東京ドーム）、4回表に西村健太朗から中前適時打

### 背番号
- 57（2004年 - 2005年）
- 52（2007年）
- 27（2008年 - 2009年）
- 48（2010年 - 2012年、2014年 - 2015年、2018年）
- 50（2013年）
- 88（2019年）

### 登場曲
- 「Heartland」George Strait（2008年 - 2009年）